# San Chirico Nuovo
San Chirico Nuovo är en ort och kommun i provinsen Potenza i regionen Basilicata i Italien. Kommunen hade 1 332 invånare (2017).